# Bab Nahj El Bey
Bab Nahj El Bey (arabe : باب نهج الباي), communément appelée Drouj Eddimessi, est l’une des portes de la médina de Sfax, aménagée dans la face nord des remparts, quelques dizaines de mètres à l'est de Bab Jebli.
Étant donné la topographie légèrement accidentée du site, on accède à cette ouverture à travers un escalier, reliant Nahj El Bey (actuelle rue Mongi-Slim) avec les souks aménagés en face des remparts.
Cette porte fait partie d’une série d’ouvertures qui sont aménagées au début du XXe siècle afin de décongestionner la médina et favoriser les échanges avec l’arrière-pays.